# Meranti (Babul Rahmah)
Meranti is een bestuurslaag in het regentschap Aceh Tenggara van de provincie Atjeh, Indonesië. Meranti telt 161 inwoners (volkstelling 2010).